# Lange s

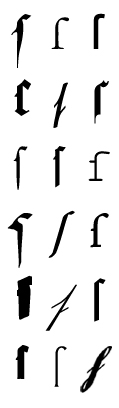
Voorbeelden van de lange s in verschillende lettertypes en -stijlen

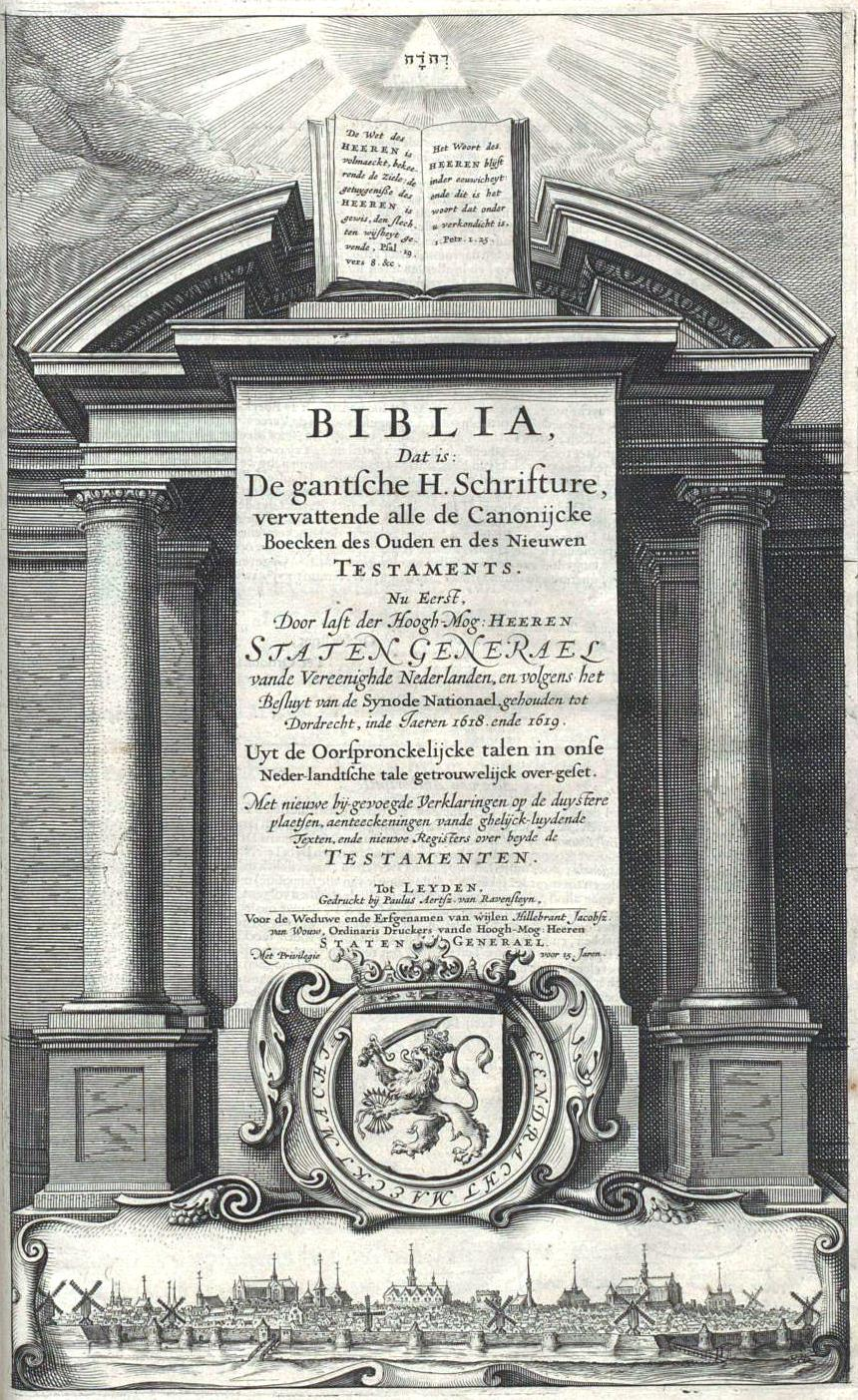
Titelpagina van een oude Statenvertaling van de Bijbel. Zie de artikeltekst voor een toelichting.

De ſ (lange s) is een alternatieve schrijfwijze die in het verleden wel voor de kleine letter s gebruikt werd. Tot begin 19e eeuw werd meestal een lange s geschreven, behalve aan het einde van een woord (of deel van een samengesteld woord, zoals in losmaken), waar men de ‘korte’ of ‘ronde’ s gebruikte. De lange s kende geen hoofdlettervorm. Het gebruik van de lange s was aan het begin van de 19e eeuw vrijwel in onbruik geraakt. Willem Bilderdijk was een van de laatste Nederlandse schrijvers die de lange s nog wel gebruikte. In modernere typografie wordt in alle posities de ronde s gebruikt.
De lange s wordt gekenmerkt door een hoge stok die aan de bovenzijde doorgaans een kromming naar rechts maakt, maar de vorm kan per lettertype en -stijl verschillen (zie de voorbeelden in de afbeelding links): soms heeft hij aan de linkerzijde een ophaaltje of dwarsstreepje (als een f waarvan de rechterhelft van het dwarsstreepje is weggelaten); tevens kan de letter op de regel staan (ſ), of een staart hebben die onder de regel uitsteekt (ſ). Laatstgenoemde 'dubbellange' variant was vooral gangbaar in cursieve druk en in handgeschreven 'schuine letters', door ouderen soms nog tot midden 20e eeuw gebruikt.

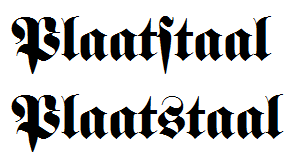
De s als eindletter:
Boven: Plaat-staal (in platen geproduceerd staal)
Onder: Plaats-taal (dialect)

In het klassieke Duitse schrift, het Frakturschrift, wordt steeds onderscheid gemaakt tussen de lange en korte s. De Duitse letter ß stamt volgens de simpelste theorie hiervan af. Hij komt dan voort uit de lange s in combinatie met de Duitse z (ʒ): ſ + ʒ werd ß.

## Voorbeelden
De afbeelding rechts toont de titelpagina van een oude Statenvertaling van de Bijbel, waarin verschillende vormen van de lange s worden gebruikt; bijvoorbeeld in het woord gantſche op regel 3, en in laſt op regel 8 met de dubbellange, cursieve variant. Merk op dat Schrifture op regel 3 een ronde S gebruikt, want voor hoofdletters bestaat de lange s niet. Waar de letter aan het eind van een woord staat wordt steeds de ronde s gebruikt; bijvoorbeeld in des op regel 5. Merk op dat de ronde s ook wordt gebruikt in de st-ligatuur in het woord Eerst op regel 7.

## Via het toetsenbord
De klassieke ASCII-tekenreeks bevat het teken niet, evenmin als de reeks ISO 8859 (ook bekend als ANSI-tekenreeks). Modernere pc's kunnen overweg met Unicode. Daar kan men de HTML-codes &#383; (decimaal) of &#x017F; (hexadecimaal) gebruiken.
Op Linux met het X Window System kan de ſ ingevoerd worden met Compose+l+s.